# Ibn Yaʿīsch
Muwaffaq ad-Dīn Abū l-Baqāʾ Yaʿīsch ibn ʿAlī ibn Yaʿīsch (arabisch موفق الدين أبو البقاء يعيش بن علي بن يعيش, DMG Muwaffaq ad-Dīn Abū l-Baqāʾ Yaʿīš b. ʿAlī b. Yaʿīš; * 28. September 1158 in Aleppo; † 18. Oktober 1245 ebenda), bekannt als Ibn Yaʿīsch / ابن يعيش / Ibn Yaʿīš und als Ibn as-Sāniʿ / ابن الصانع / Ibn aṣ-Ṣāniʿ, war ein arabischer Grammatiker.
Ibn Yaʿīsch studierte Grammatik und Hadith in Aleppo, Mosul und Damaskus, war Anhänger des Sībawaih und zählte zur grammatischen Schule von Basra. In Aleppo unterrichtete er im Anschluss bis zu seinem Tod selbst in den Fächern Literatur und Grammatik, zu seinen Schülern zählten unter anderem Ibn Challikan und Ibn Mālik. Bekannt ist Ibn Yaʿīsch insbesondere für seinen Kommentar zu az-Zamachscharīs al-Mufassal.